# Bahnhofsbrücke (Lübeck)
Die Bahnhofsbrücke ist eine Straßenbrücke in Lübeck.

## Lage
Die Bahnhofsbrücke befindet sich etwa 600 Meter westlich der Lübecker Altstadt. Sie führt die nordwärts verlaufende Fackenburger Allee unmittelbar vor dem östlichen Ende der Bahnsteige über die Gleisanlagen des Hauptbahnhofs.

## Erstbau 1905–1907
Da die Stelle, an der sich heute die Bahnhofsbrücke befindet, ursprünglich ebenes Gelände war, verlief die Fackenburger Allee dort ohne jegliche Kunstbauten. Der Bau des neuen Hauptbahnhofs in den Jahren 1904 bis 1908 veränderte das Terrain jedoch grundlegend, da für die Gleisanlagen, die auf einem tieferen Niveau als die Umgebung liegen mussten, ein breiter Einschnitt geschaffen wurde, der die Fackenburger Allee durchtrennte. In den Plänen für den Bahnhofsneubau, die Baudirektor Peter Rehder im November 1901 der Bürgerschaft vorlegte, war daher vorgesehen, die wichtige Verkehrsader mittels einer Brücke über die Bahnanlagen zu führen.
Die Bahnhofsbrücke wurde als 7-feldige Stahlverbundbrücke konzipiert. Pfeiler und Träger waren aus Stahl konstruiert, die Fahrbahnplatte hingegen bestand aus Beton und war ihrerseits mit Straßenpflaster bedeckt. Die Gesamtlänge des Bauwerks betrug 71,35 Meter, die Höhe 11,20 Meter über Normalnull und die Breite 18 Meter, wovon die Straße, auf der auch das Doppelgleis der Straßenbahn verlief, 11 Meter einnahm und die Gehwege zu beiden Seiten jeweils 3,5 Meter. Im Frühjahr 1905 begannen die Bauarbeiten, am 20. November konnte die Brücke für den Fußgängerverkehr freigegeben werden, und im Dezember 1905 erfolgte die Freigabe für den allgemeinen Verkehr. Endgültig fertiggestellt wurde die Bahnhofsbrücke jedoch erst 1907 mit der Anbringung der architektonischen Schmuckelemente in Form von verzierten schmiedeeisernen Geländern und reich gestalteten, rein dekorativen steinernen Pylonen an beiden Enden.
In dieser Gestalt erfüllte die Bahnhofsbrücke über die folgenden fünf Jahrzehnte ihren Zweck, bis der erheblich angewachsene Straßenverkehr Ende der 1950er Jahre einen Ausbau erforderlich machte. Im Herbst 1959 begannen die Arbeiten hierfür; die Schienen der mittlerweile stillgelegten Straßenbahn wurden entfernt, die vorhandene Brückenkonstruktion verstärkt und die Pfeiler nach den Seiten erweitert, so dass eine Verbreiterung der Fahrbahnplatte auf insgesamt 23 Meter möglich wurde. Nach Abschluss der Arbeiten im März 1960 wies die Bahnhofsbrücke vier Fahrspuren für den Autoverkehr auf; die Straßenoberfläche war nunmehr asphaltiert. Dieses Aussehen behielt die Brücke bis zu ihrem Abriss.

## Neubau 2021–2024
Seit dem Beginn des 21. Jahrhunderts wurde zunehmend deutlich, dass die Bahnhofsbrücke rapide alterte und den Anforderungen, die mittlerweile weit über dem lagen, wofür sie zur Zeit ihrer Errichtung ausgelegt worden war, nicht mehr gewachsen war; nach einer Zählung von 2012 passierten täglich rund 40.000 Kraftfahrzeuge und 1200 Radfahrer die Brücke. Schon bei einer Bauwerksprüfung im Jahr 2004 wurde ein Ersatzneubau innerhalb der kommenden 5 Jahre empfohlen. Der Brückenzustandsbericht von 2008 stellte durchgehend starke Abrostungen am Stahltragwerk sowie Aussinterungen und Durchfeuchtungen der Betonplatte fest; die Brücke erhielt die schlechteste mögliche Zustandsnote 4,0. Bei der nachfolgenden Prüfung von 2011 lautete das Ergebnis, dass die Mängel mittlerweile die Standsicherheit, die Verkehrssicherheit und die Dauerhaftigkeit des Bauwerks gefährdeten, wobei eine Ausweitung der Schäden erwartet wurde. Eine Sonderprüfung nach bedenklichen Absackungen der Fahrbahn im Jahr 2012 ergab, dass der Beton durch Wettereinwirkung, eindringendes Wasser und chemische Reaktionen teilweise bis auf die Bewehrung zerstört war.
Eine grundlegende Sanierung und Verstärkung der historischen Brücke wurde kurzzeitig in Betracht gezogen, aber angesichts der starken Schäden an der vorhandenen Bausubstanz und der zu erwartenden Kosten wieder verworfen. Somit verblieb alleine die Option eines vollständigen Neubaus, der jedoch nur in Abstimmung mit der Deutschen Bahn möglich war, die als Mitverantwortliche für das Bauwerk einen Anteil an der Finanzierung übernehmen und in die Planungen einbezogen werden musste.
Nach einer längeren Verhandlungs- und Konzeptionsphase nahmen schließlich am 31. März 2021 die Bauarbeiten ihren Anfang. In der Nacht vom 2. zum 3. Mai begann der Abbruch der beiden östlichen Fahrspuren; der gesamte Verkehr wurde über die verbleibenden zwei westlichen Spuren geleitet. Dann entstand die erste Hälfte des Brückenneubaus, die am 1. November 2022 eröffnet wurde. Nunmehr wurde die Osthälfte der alten Brücke gesperrt; ihr Abbruch erfolgte vom 10. bis zum 28. November 2022. Nach der Fertigstellung der neuen Osthälfte wurde die bereits fertiggestellte Westhälfte, die aus bautechnischen Gründen leicht versetzt zum eigentlichen Straßenverlauf errichtet worden war, am 18. Mai 2024 um sieben Meter verschoben und beide Hälften wurden zu einem Gesamtbauwerk vereint. Die 6-feldige neue Brücke hat eine Länge von 71,7 Metern zwischen den Widerlagern und eine Breite von 31 Metern, die von nunmehr drei Fahrspuren pro Richtung und verbreiterten Geh- und Radwegen zu beiden Seiten eingenommen wird.
Nach dem Abschluss der Bauarbeiten, die ohne Verzögerungen und Zwischenfälle verliefen, erfolgte die Eröffnung der Bahnhofsbrücke am 13. Oktober 2024. Letzte ergänzende Restarbeiten im Brückenumfeld wurden am 25. Februar 2025 abgeschlossen.

## Bilder

Gründungsarbeiten für die erste Bahnhofsbrücke, Mai 1905
Die erste Bahnhofsbrücke, November 1905
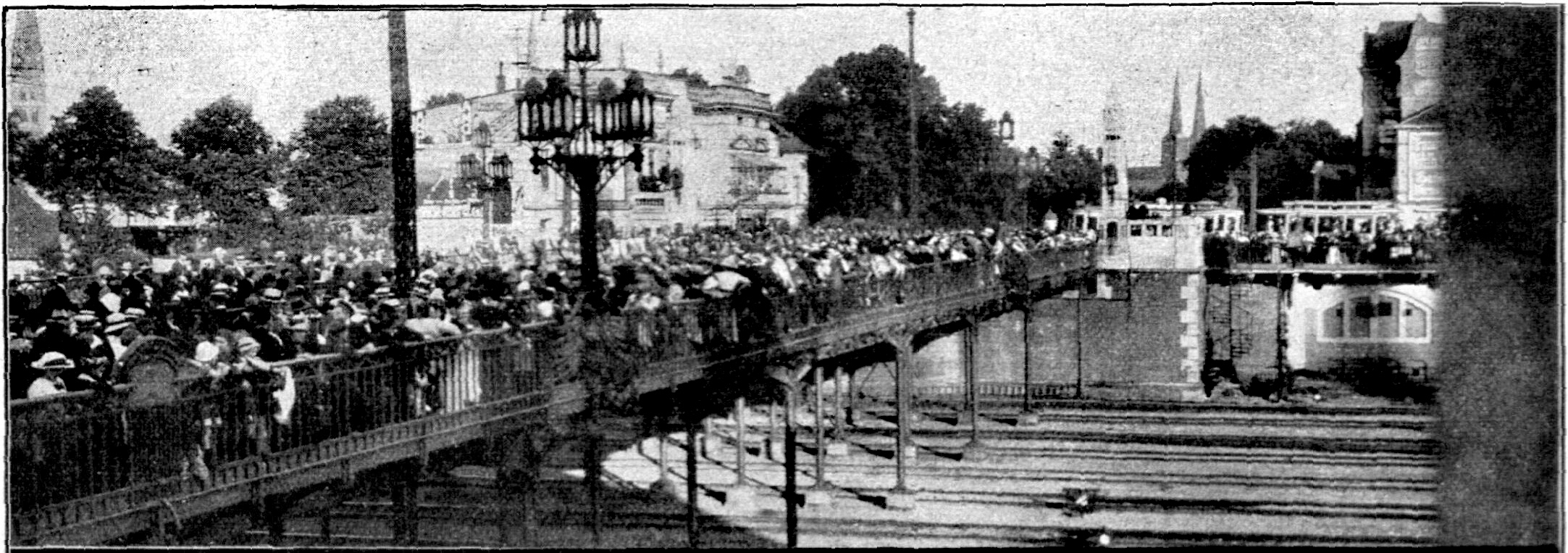
Ausmarsch des Regiments „Lübeck“ über die Bahnhofsbrücke bei Beginn des Ersten Weltkriegs 1914
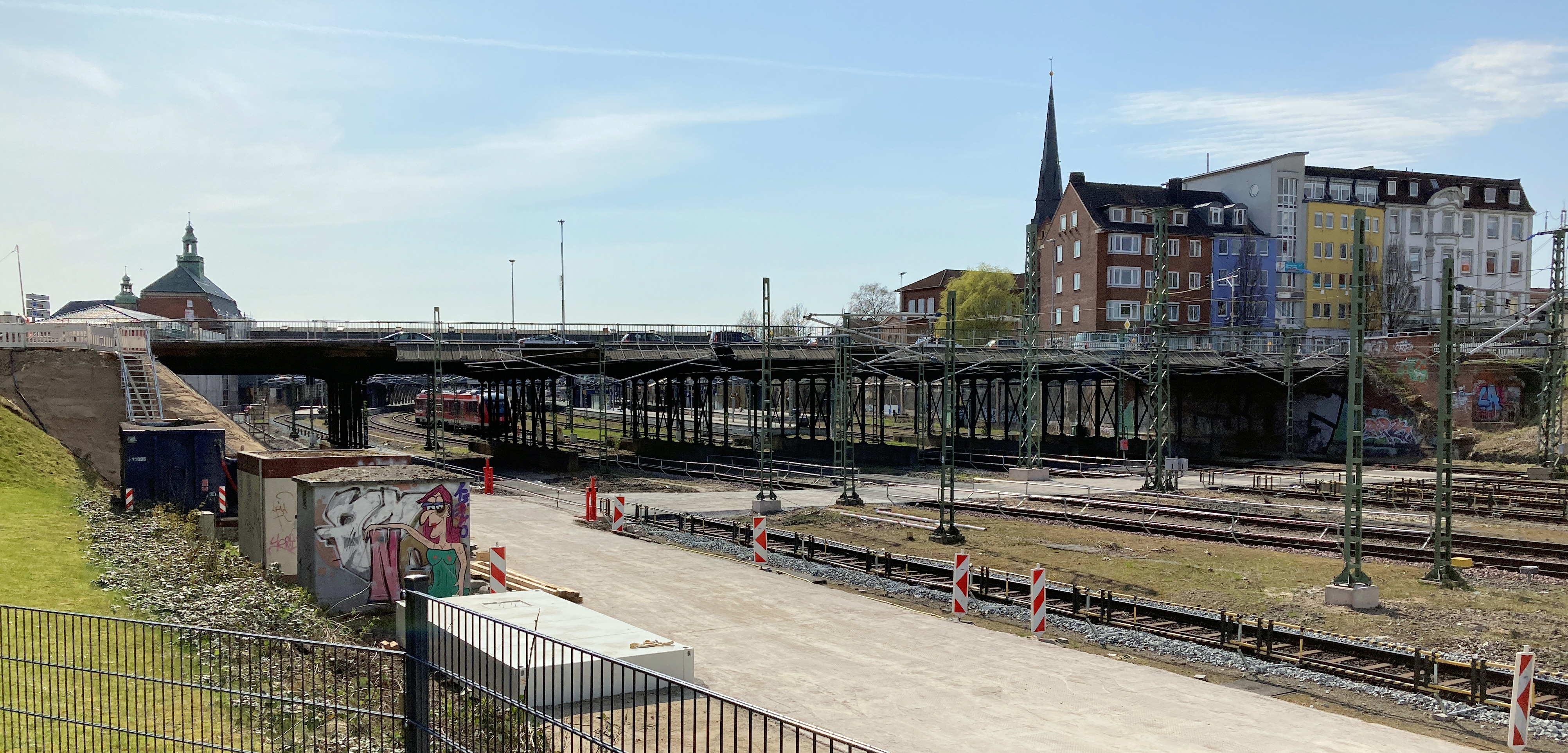
Die erste Bahnhofsbrücke kurz vor dem Beginn des Abrisses, April 2021
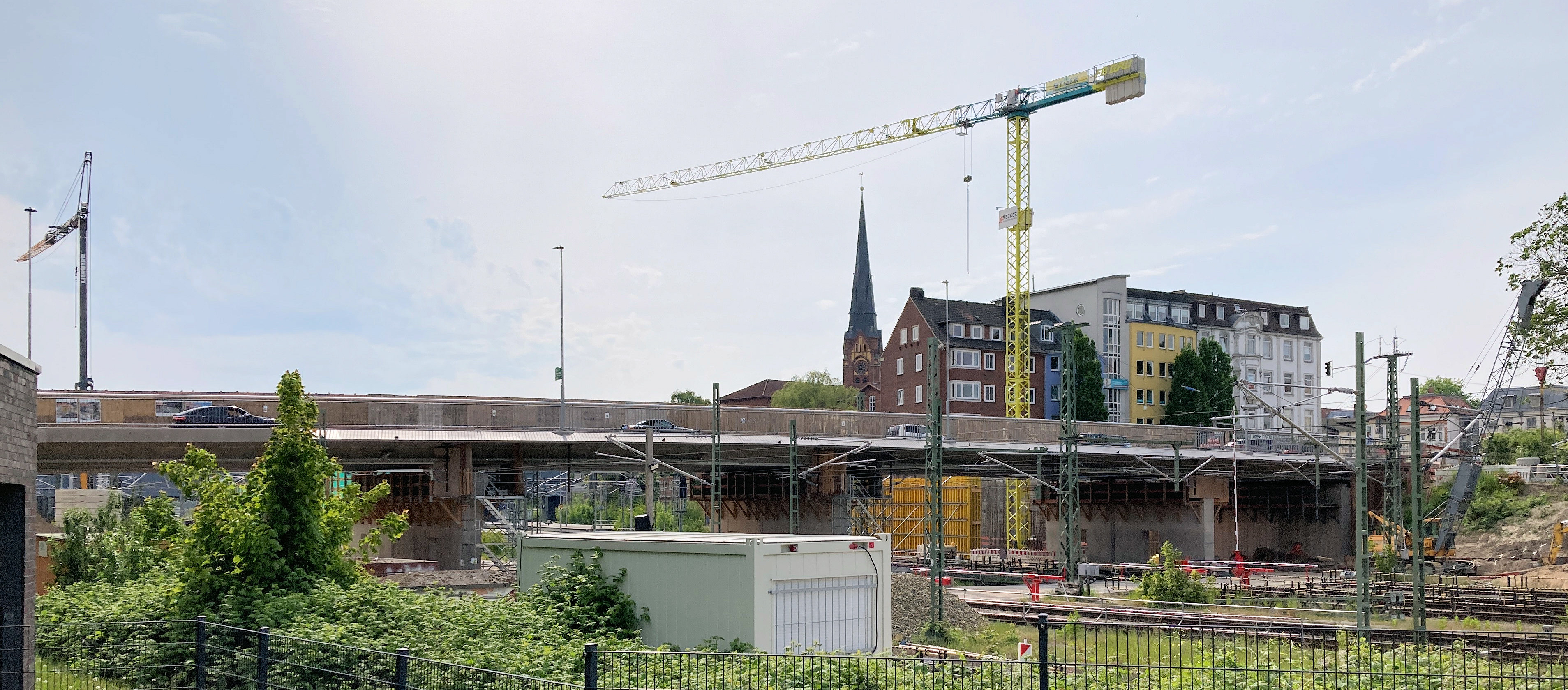
Die neue Bahnhofsbrücke im Bau, Mai 2023
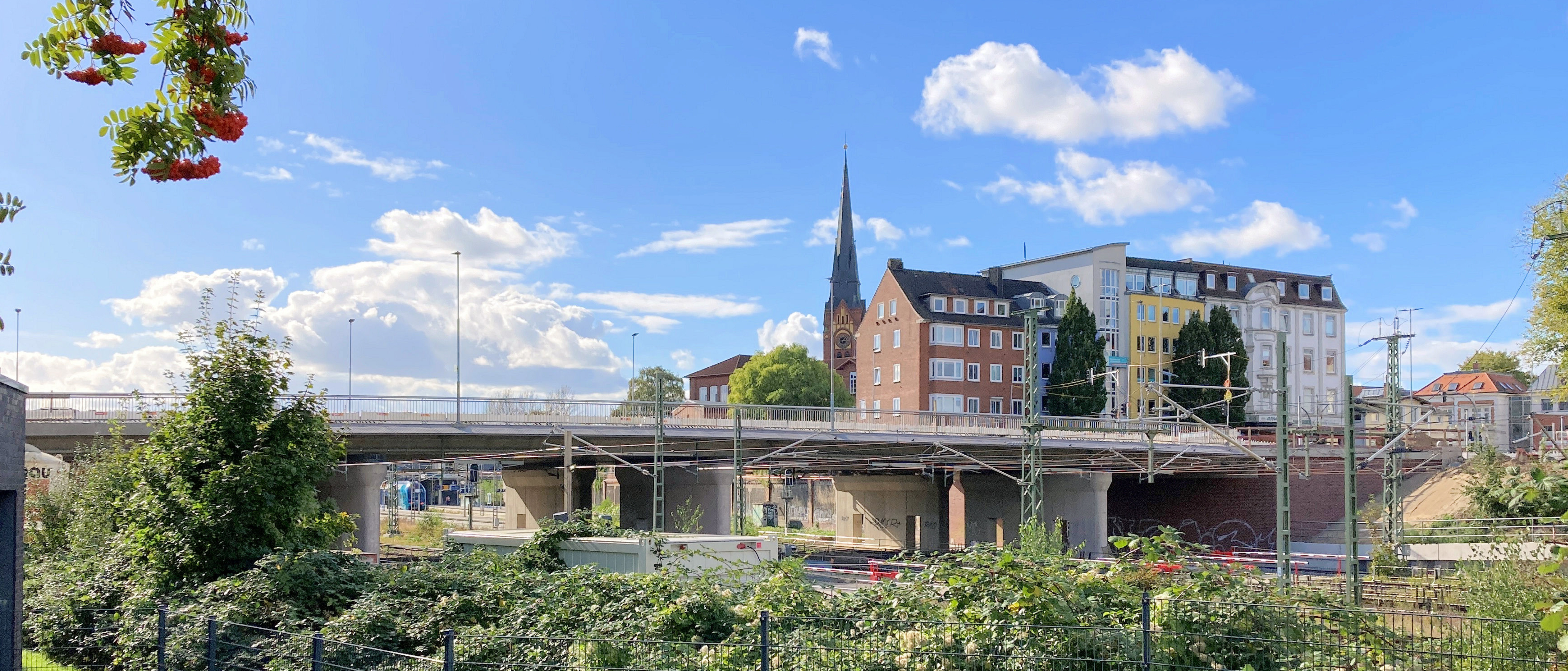
September 2024
Blick auf die Brücke 2025
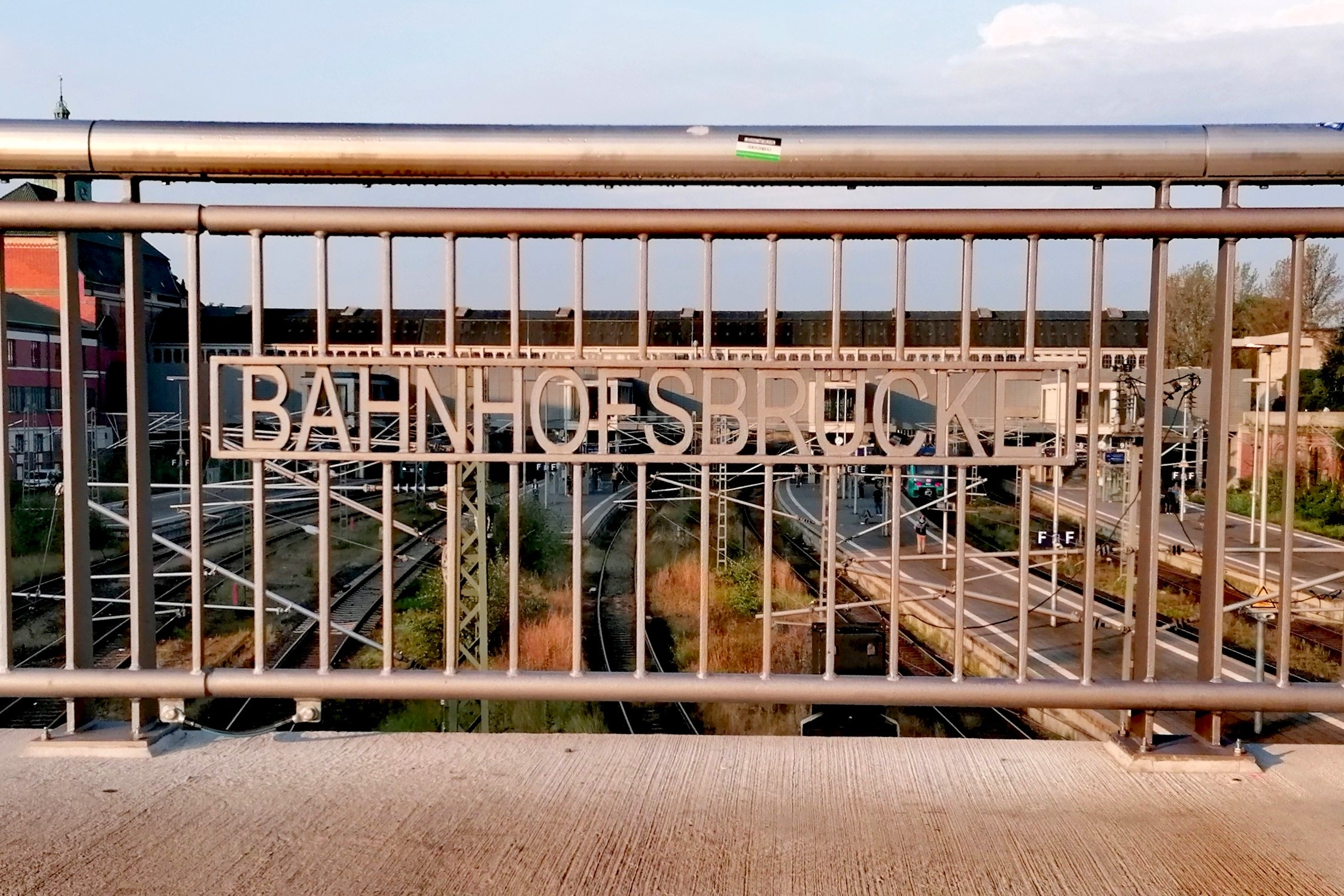
Namensschild der Bahnhofsbrücke